# Saïd Nursî
 (mai 2016).
Les informations dans cet article sont mal organisées, redondantes, ou il existe des sections bien trop longues. Structurez-le ou soumettez des propositions en page de discussion.
Avec le temps, il arrive que le contenu présent dans un article devienne désordonné. Il est souvent nécessaire de réorganiser l'article de fond en comble.
- Il faut tout d’abord répartir le contenu de l'article en plusieurs sections. Les informations doivent ensuite être exposées clairement et le plus synthétiquement possible, regroupées par sujet afin d'éviter les doublons. Quelqu'un cherchant une information précise doit pouvoir la trouver rapidement en lisant la section appropriée.
- À l'intérieur de chaque section, le texte, souvent initialement sous la forme de phrases éparses, doit être regroupé dans des paragraphes de quelques lignes, en assurant un enchaînement logique et une cohérence entre les phrases.
- Lorsque l'article ou l'une de ses sections développe trop longuement un point qui n'est pas dans le cœur du sujet traité, il convient de faire une synthèse et de transférer l'ancien contenu dans des articles plus appropriés (en cas de transfert, il faut impérativement respecter la procédure Aide:Scission).

Si vous pensez que ces points ont été résolus, vous pouvez retirer ce bandeau et améliorer le plan d'un autre article.
Saïd Nursî, né en 1878 à Nurs près d'Hizan (est de l'actuelle Turquie, alors dans l'Empire ottoman) et mort le 23 mars 1960 à Urfa (province de Şanlıurfa), est un théologien sunnite kurde.
Il est l'auteur d'une quinzaine de livres appelée collection Risâle-i Nûr (qui signifie Traités de Lumière), composée d'environ 130 traités.

## Biographie

### L'«ancien Saïd»
Saïd Nursî est né en 1878 (une date entre le 5 janvier et 12 mars 1878) à Nurs, un village qui se situe dans la ville de Bitlis, une province située à l’Est de la Turquie.
Il a grandi dans une région conservatrice issue lui-même d’une famille religieuse. Il a commencé ses études à la medersa dans un âge relativement jeune comparé aux différentes villes situées plus à l’est de la Turquie. À partir de neuf ans, il commence par fréquenter les cours de plusieurs imams connus dans la région. Doté d’un caractère ambitieux et obstiné, cela lui a permis de suivre une scolarité religieuse jusqu’à 21 ans. Après avoir terminé ses études, il travaille quelque temps en tant que professeur à Bitlis puis par la suite est rattaché au gouverneur de la ville de Van où il exerce la fonction de conseiller des affaires religieuses.
Après ses études dans les différentes medersas, il se met à s’intéresser aux sciences exactes telles que la chimie et la biologie. Sa rencontre avec les sciences occidentales, lui a valu de prendre une position critique vis-à-vis du système éducatif pratiqué au sein de ces institutions traditionnelles. Bien que reconnaissant l’influence de l’ordre soufi des Nakshibendi (ordre dominant dans cette région à cette époque) dans ses pensées, il a durement critiqué la relation stricte entre les cheikhs et ses disciples. Selon Nursî, les medersas, dominées par les ordres soufis, ne répondaient pas aux besoins de la société musulmane puisque les cheikhs tiraient avantage de ce système, en instrumentalisant la religion pour leurs propres intérêts.
La célèbre phrase de Saïd Nursî, « notre époque n’est pas une époque pour les tarîqats », a marqué aussi la structure organisationnelle des mouvements nourdjous (en turc nurcu). D’après lui, les traditions soufies qui se basent sur une pensée « imitative » ne pouvaient que jouer un rôle limité dans l’ère de la modernité et du scepticisme. Nursî a également souligné la nécessité de réconcilier la foi, la raison, et les conditions modernes  : « Le futur sera décidé par la raison et la science. L’interprétation coranique, résolvant les problèmes grâce à la lumière, la raison et la science, formera le futur ».
Cette critique des tarîqat et la recherche pour une nouvelle forme d’organisation islamique n’étaient pas une particularité de Saïd Nursî. À cette époque, le colonialisme européen et la domination culturelle de l’occident dans le monde musulman ont permis l’apparition de nouveaux activismes islamiques dans les différents pays musulmans. Pour survivre politiquement, socialement, et économiquement dans le monde moderne, les intellectuels musulmans ont lutté pour cultiver les mouvements qui auraient pu transformer la société musulmane par un nouvel encadrement des traditions islamiques dans le contexte moderne. De cette façon, « l’islam est devenu un canal par lequel les personnes qui n'étaient pas intégrées dans le système séculaire ont été engagées dans leur propre projet de l’expansion des limites, et la recherche de liberté ». Les premiers théoriciens de l'activisme islamique ont eu besoin de légitimer l’organisation sociale et politique moderne en utilisant la langue sacrée de l'islam, en créant de nouveaux concepts islamiques applicables à la modernité occidentale. Selon son autobiographie, le jeune Saïd cherchait aussi un système rationnel privilégiant la pensée analytique dans le cadre de la tradition islamique. Enfin, Saïd Nursî a concrétisé ses critiques et décider d’ouvrir une université islamique (Medersa-uz Zahra) à Van visant à réconcilier les sciences naturelles et religieuses.
En 1907, juste un an avant la Révolution Jeune Turc, Saïd Nursî est parti pour Istanbul, afin de visiter le sultan Abdülhamid II. Il a tenté de chercher le soutien du Sultan pour son projet d’école à Van. Dans sa requête au sultan, Nursî a critiqué le système éducatif de l’Empire ottoman qui divisait les écoles modernes (mekteb) et les écoles traditionnelles (medersa). D’ailleurs, il a conseillé au sultan de suivre une politique de discrimination positive envers la population Kurde dans l’Est de l’Anatolie.
Selon Saïd Nursî, la langue d’enseignement dans les mektebs (écoles) de la région devait être kurde afin d’encourager les élèves kurdes à se scolariser. Les propositions de Nursî ont été rejetées par le Sultan. En fait, Nursî était très critique envers l’absolutisme d’Abdülhamid et sa volonté d’instrumentaliser l’islam comme politique d’État. Comme beaucoup d’intellectuels s’opposant à la politique du sultan, il fut envoyé dans un établissement psychiatrique. À cette époque, c’était une méthode d’humiliation et de désapprobation des intellectuels opposants.
À la suite de sa libération, il a pris contact avec les dirigeants du mouvement Jeunes Turcs en 1908 qui préparaient le mouvement de révolte à l’encontre du sultan Abdülhamid. Il a ainsi activement participé au coup d’État mené par de la Comité « Union et Progrès » (CUP-Ittihat ve Terakki Cemiyeti) et qui s’est soldé par le renversement d’Abdülhamid II.
Il a écrit des articles dans différents journaux affichant sa préférence à la mise en place d’une république, garante à ses yeux de la liberté d’expression. Réprouvant ainsi le sultanat et la censure que celui-ci appliquait. Cependant après la déposition du sultan Abdülhamid II par les Jeunes Turcs en 1908, il s’est mis à distance de ces derniers, s’est insurgé à l’encontre de la politique oppressive du Comité et a affirmé que « sa conception de liberté personnelle et de constitutionnalisme est en conflit avec l’anti-islamisme et le nationalisme turc prôné par la classe dirigeante du Comité ».
Juste après sa rupture avec les Jeunes Turcs, il a continué d’écrire des articles dans le journal Volkan, un quotidien militant d’un parti opposant nommé « İttihâd-i Muhammedî » (« Union Mohammédienne »). En 1909, le chef de ce parti Cheikh Vahdeti a organisé une révolte qui échoua, et qui figure dans les annales sous le nom de « Révoltes du 31 mars ». Une révolte dirigée à l’encontre du Comité et qui visait à rétablir la charia. À la suite de ces événements Nursî fut arrêté à cause de son implication à l’« Union mohammadienne », même s’il n’a pas tenu un grand rôle dans la révolte. Pendant son jugement, il a fait une longue allocution en faveur du constitutionnalisme, de la république et de la liberté. Il fut acquitté après cette déclaration. Şerif Mardin souligne l’influence de la rhétorique du libéralisme du XIXe siècle dans son allocution. Selon Nursî, la liberté politique ne pouvait que guider la société vers le progrès et ainsi vers une société civilisée. À la suite de cette période difficile vécue dans la capitale stambouliote, il s’est décidé à retourner dans sa région pour propager ses idées au sein de la minorité kurde.
Durant la Première Guerre mondiale, Nursî a été à la tête d’une milice locale qui défendait les territoires Est de l’Empire contre la Russie. En 1916, il est fait prisonnier par l’armée Russe et est déporté en Sibérie. Deux ans après son arrestation, il réussit à s’évader aidé par la Révolution bolchevique. À son retour à Istanbul, les dirigeants politiques du CUP vont le nommer membre du « Dar-ul Hikmet-i Islamiye », un comité prestigieux d’oulémas de l’État ottoman.
Après la défaite de l’Empire ottoman et l’occupation d’Istanbul par les Anglais, il a approché Mustafa Kemal. Il a écrit des articles pour soutenir le « mouvement d’indépendance » de Mustafa Kemal et la fondation de la République turque. En 1922, Il a été invité à Ankara par Mustafa Kemal pour faire un discours dans la nouvelle Assemblée nationale. Après la rencontre avec Mustafa Kemal et de son entourage, il a été tourmenté par l’attitude laïciste radical de Mustafa Kemal. Dans son discours controversé, il conseille aux députés de protéger l’État turc des menaces de propagation d’idéologies positivistes et matérialistes. Ce voyage allait marquer la fin des relations entre Mustafa Kemal et Saïd Nursî.
Après la rencontre avec Mustafa Kemal, il a effectué un voyage au départ de la ville d’Ankara vers celle de Van. Celui-ci devait aussi marquer le passage à une nouvelle étape dans sa vie. Ce voyage a symbolisé son « émigration interne » de « l’ancien Saïd » (eski Said) au nouveau Saïd (yeni Said). Ce voyage devait ainsi participer à la réussite de sa transformation interne. Ainsi le « nouveau Saïd  » abandonnera peu à peu ses anciennes idées politiques et sociales. Il se détachera donc de « l’ancien Saïd », qui dans sa fonction d’ouléma réformiste croyait que la résurrection de l’Islam ne pouvait se faire qu’en étant actif sur la scène politique. Il s’efforçait pour que les traditions islamiques trouvent leurs places dans le contexte moderne. Mais dans sa volonté de se rapprocher de la classe dirigeante que ce soit avec le sultan Abdülhamid, le Comité Union et Progrès, l’Union mohammadienne et finalement avec Mustafa Kemal Atatürk, il a été frustré par les défaillances successives de la vie politique. Il s’est aperçu que le combat politique reste très superficiel et insuffisant pour la réinsertion de valeurs musulmanes par la société turque qui s’apprête déjà à subir un procès de sécularisation insoupçonné. Désormais, il ne s’intéressera plus à la vie politique.
L’époque du « nouveau Saïd » est donc caractérisée par son retrait de la scène politique et publique. Il a réalisé que les problèmes à l’échelle individuelle ne pouvaient être résolus par les moyens étatiques. Son combat majeur n’était pas de combattre la modernité mais de contester son interprétation positiviste. En fait, le positivisme du XIXe siècle était très populaire parmi les élites turques à l’époque Tanzimat du régime kémaliste.

### Le «nouveau Saïd»
Ainsi, il s’est installé à Van où l’ère du « nouveau Saïd » allait commencer. Durant trois années il se retira du monde et se consacra à la méditation. Il écrivit durant cette période l’ouvrage intitulé Mesnevi-i Nuriye qui est par ailleurs considéré comme le squelette des RNK. Mais cette période de contemplation tournera court à la suite de la révolte ethno-religieuse dirigé par un cheikh d’origine kurde, Cheikh Saïd, contre le régime kémaliste en 1925.
À la suite de cette révolte échouée tous les intellectuels et dirigeants politiques de la région kurde ont été contraints à l’exil politique par le gouvernement d’Ankara. En réalité, Saïd Nursî avait refusé de s’engager dans la révolte de Cheikh Saïd en arguant que les Turcs sont les représentants de l’Islam depuis des siècles. Il déclara : « Le peuple Turc sert le drapeau de l’Islam depuis des siècles. Il a sacrifié beaucoup de martyrs pour l’islam. On ne peut donc combattre avec l’épée, les enfants d’un tel peuple. Nous sommes tous musulmans et donc frères. Les frères ne peuvent s’entretuer. »
L’année 1925 fut une année décisive pour les relations entre l’État et la religion en Turquie. À la fondation de la République, le régime kémaliste s’est efforcé d’introduire un radicalisme laïciste dans la société turque et a également employé des méthodes totalitaristes pour exclure la religion de la sphère publique.
Le nouveau positionnement, de Nursî l’empêchait de critiquer ouvertement le nouveau régime kémaliste, cependant cela ne lui a pas empêché d’être considéré comme un ennemi par le « régime sécuritaire » d’Ankara. Ainsi durant vingt-cinq ans (de 1925 à 1950), Saïd Nursî fut contraint à l’exil et ce durant neuf années, constamment confronté à la surveillance des forces de l’ordre.
Il a également passé vingt-trois ans de sa vie derrière les barreaux. Cependant, il n’a cessé de consacrer toute son énergie a l’écriture de ses œuvres. Il a écrit une grande partie de ses RNK durant ces années d’exil. Chaque livre de la collection de RNK (Risale-i Nur Külliyatı) est composé de petits pamphlets. Le reste fut rédigé dans les prisons, les campagnes et les montagnes.
Durant ces vingt-cinq années passées dans les différentes provinces (respectivement à Barla, à Kastamonu et à Afyon) qui se situent à l’ouest de la Turquie, il a réussi à attirer l’attention de la population rurale et a ainsi pu former une petite communauté religieuse autour de ses œuvres. Malgré l’interdiction du gouvernement turc, ses sympathisants sont parvenus non seulement à reproduire ses œuvres à la main mais sont également parvenus à les propager clandestinement dans tout le pays. Selon Necmeddin Sahiner, un chercheur non-académique turc spécialisé sur le mouvement nourdjou, à cette époque 300 000 livres étaient copiés et diffusés. Finalement la mobilisation clandestine de la communauté des nourdjou a fini par irriter le gouvernement kémaliste en 1935. À la suite de cela, Saïd Nursî et son entourage furent condamnés à 11 mois de prison par la Cour d’Eskisehir les accusant d’« établir un ordre secret susceptible de menacer le régime républicain ».

### Sa «troisième vie»
Après l’adhésion turque à l’Otan et à la suite du retour du multipartisme sur la scène politique, une nouvelle ère politique a commencé en Turquie. En 1950, le Parti Démocrate (DP) dirigé par Adnan Menderes a remporté les premières élections démocratiques en Turquie face au CHP (Parti Populaire de la République), parti fondé par Atatürk et ayant gouverné la Turquie durant 27 ans. Le cadre administratif du Parti Démocrate était composé d’hommes politiques prônant le conservatisme et le libéralisme. Saïd Nursî s’est également engagé en faveur du Parti démocrate. Il a également appelé ses disciples à voter pour le Parti Démocrate durant les élections législatives.
Cette participation passive à la politique a été qualifiée comme étant la troisième phase de sa vie, communément appelé Üçüncü Said (« Troisième Saïd »). Menderes, le premier ministre de l’époque était conscient de la popularité de Nursî au sein de la société anatolienne et cela l’a poussé à nouer de bonnes relations avec lui. Saïd Nursî a ouvertement soutenu le mouvement politique de Menderes, mais il a interdit ses disciples de participer au Parti démocrate. À cette époque, le nouveau gouvernement lève l’interdiction de la publication des RNK.
À partir de 1956, les RNK ont été publiés pour la première fois en alphabet latin. Le 23 mars 1960, Saïd Nursî décède à Urfa (Edesse) à l’âge de 82 ans. Toutefois, même son cadavre semblait poser « une menace à l’encontre de la République » prise en main cette fois-ci par les militaires, arrivés au pouvoir après leur coup d’État.
Le cadavre de Nursî fut ainsi exhumé et enterré une seconde fois dans un endroit inconnu. C’est d’ailleurs ces mêmes instigateurs du coup d’État militaire, qui exécutèrent le chef du Parti démocrate Menderes quelques mois après le décès de Nursî.

## Les idées de Saïd Nursî et l’émergence du mouvement nourdjou

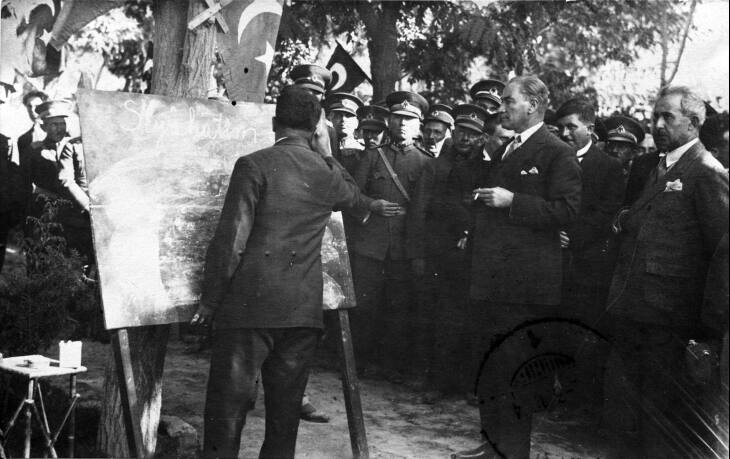
Mustafa Kemal enseigne le nouvel alphabet à Sivas. Les Révolutions de la République font de Mustafa Kemal la cible de Said Nursi et lui donnent le titre de Sufyani Dajjal.

Selon Ernest Gellner, on observe deux modèles de modernisation dans le monde musulman : la modernité contre la religion, la modernité à travers la religion. D’après Gellner, pour le premier modèle, le meilleur exemple est le kémalisme. Le kémalisme, qui a accompli le passage d’un empire théocratique à un État-nation laïque, celui-ci n’a pas seulement été un projet de transformation du système politique, mais a également été un projet de changement de civilisation.
Après 1923, l’élite politique de la nouvelle République, souvent issue des écoles francophones et largement influencée par les idées du positivisme et de matérialisme du XIXe siècle, ont imposé l’idée que le sous-développement était généré par l’islam. Il fallait donc, pour équilibrer les forces et mettre fin au déclin minimiser les effets de l’Islam dans l’espace public et séculariser les champs scientifiques, politiques et éducatifs. Ce modèle du « top-down westernization », s’inspire du jacobinisme et de la laïcité française, ces derniers acculant la religion à la sphère privée. Elle impose une vie moderne et occidentale dans une logique morale et pédagogique.
L’interprétation de la modernité par Saïd Nursî s’inscrit dans le second modèle du schéma de Gellner. Alors pourquoi Saïd Nursî, un ouléma ne menant pas de projet politique fut considéré comme une « menace » envers la République kémaliste, sachant qu’il a toujours défendu le système républicain, et désapprouvé le système autocratique de l’Empire ottoman ? Cependant il émettait des réserves concernant la modernisation de son pays, ainsi il souhaitait une modernisation particulière de la Turquie qui soit compatible avec les traditions islamiques du pays. C’est d’ailleurs pour cela qu’il a toujours désigné comme exemple le Japon pour la Turquie. Il a essayé de créer un nouveau vocabulaire islamique afin de permettre à la société turque et kurde de participer aux discussions modernes sur des questions comme le constitutionnalisme, la science, la liberté et la démocratie. Mümtazer Türköne souligne que les islamistes de cette époque ont défendu les idées dominantes (comme l’idée du progrès, la démocratie etc.) importés de l’Europe. Nursî faisait également partie de ces oulémas qui furent influencés par ces concepts.
En bref, le modèle kémaliste qui prônait un laïcisme radical et une occidentalisation jacobine, était en conflit avec le modèle de Nursî. Le modèle de la « modernisation par l’islam » apparaissait comme étant la plus attrayante aux yeux des populations rurales, de la petite bourgeoise et des classes moyennes anatoliennes. Nursî doit une part de son succès à l’échec du projet de modernisation kémaliste. Le succès de Nursî peut s’expliquer aussi par l’incapacité de l’idéologie laïque de la République à remplacer l’Islam (seule composante permettant une identité d’appartenance.)
L’un des aspects les plus intéressants des écrits de Nursî est la place qu’il accorde aux sciences naturelles, surtout à la biologie, dans ses analyses. En fait, la progression scientifique et technologique de l’Occident a largement influencé le discours des intellectuels musulmans du XIXe et XXe siècle. Nursî, comme les autres oulémas modernistes de l’époque, a montré le sous-développement scientifique et technologique comme étant les principales raisons ayant entraîné la stagnation dans le monde musulman. Selon Serif Mardin, il avait une conceptualisation « pré-positiviste » de la science. Pour lui, les données scientifiques sur l’existence d’un ordre dans le cosmos suffisaient à constituer des preuves de l’existence de Dieu.
Lorsque des lycéens lui rendirent visite à son domicile à Kastamonu, ville où il fut exilé  durant neuf ans, Nursî confia à ses visiteurs : « Le meilleur moyen de servir Dieu est de se spécialiser dans une science naturelle. L’activité scientifique est la meilleure pratique religieuse car l’avancement scientifique élargit notre savoir en Dieu ». Il a continuellement cherché une nouvelle méthode d’école qui aurait pu réconcilier la science et l’Islam. Nursî aimait dire : « La religion et la science sont deux piliers d’un homme parfait ».

## La dénomination et la structure interne du mouvement nourdjou
Tenter de dénommer le mouvement en Turquie est une question délicate. Le mouvement ne porte pas la caractéristique d’une tarîqat traditionnelle car Nursî a toujours rejeté une hiérarchie au niveau des relations interindividuelles. En refusant le statut de « cheikh », il venait de marquer son refus envers les quelconques formes de relations verticales, de hiérarchies entre les membres. Pour lui, notre ère ne devait plus être celle des tarîqat ou du soufisme. Parce que dans un monde désenchanté, la mission essentielle est de sauver la foi des musulmans. Le combat ne devait pas être mené entre musulmans pratiquants et non pratiquants, mais entre les religions monothéistes et l’idéologie positiviste. Pour ce faire, il aimait réciter cette phrase : « Les gens peuvent aller au paradis sans être rattachée à une tarîqat ou une confrérie, cependant ils ne peuvent y aller sans foi ».
Cependant ces déclarations ne doivent être perçues comme une réprobation du soufisme. Ils ont en effet pour unique but de marquer une volonté de différenciation concernant la structuration interne. (Hiérarchie entre les cheikhs et disciples etc.) Pourtant, Nursî utilise fréquemment les termes soufis dans ses écrits. Mardin lie cela au fait que Nursî n’a jamais réellement pu se détacher de l’éducation qu’il a reçu dans sa jeunesse dans les confréries « nakshibendis ». Mardin affirme également que l’instrumentalisation du vocabulaire des « nakshibendis » dans les RNK a rendu possible l’extension du mouvement nourdjou dans la société.
Compte tenu de sa structure interne et de son organisation « desserrée », il est difficile de classifier le mouvement « nourdjou ». Les livres tels que Kastamonu Lahikasi, Barla lahikasi, contenant les correspondances entre Saïd Nursî et ses disciples semblent nous donner une indication sur l’organisation interne du mouvement.
L’élément constituant la synergie entre les membres de la communauté est la sincérité (ihlas). Il a toujours désigné ses disciples par le mot kardes (frère). Tout au long de sa vie, Nursî a encouragé ses disciples à reproduire et diffuser ses œuvres bien que « interdites ». À l’époque, il existait deux catégories d’appartenances au mouvement de Saïd Nursî.
Premièrement les sakirds (littéralement, les élèves du Coran) terme désignant les militants actifs qui se trouvait à l’entourage même de Saïd Nursî. Deuxièmement les dosts (littéralement, les amis) terme désignant les sympathisants du mouvement, adepte de la littérature nourdjou.
En fait, la segmentation et la hiérarchisation du mouvement Nourdjou a débuté après la mort de Saïd Nursî. Le mouvement a connu un processus de fragmentation et de pluralisation dans la période Post-Saïd. La question d’engagement à la vie politique, les divisions ethniques entre les nourdjous kurdes et turcs, les divergences d’analyse entre les membres instruits et peu-scolarisés, ont constitué autant de facteur ayant provoqué des divisions : on les retrouvera donc sous divers noms – signe de cette volonté de différenciation- tels que : le groupe « Yeni Asya » qui se démarque par son engagement politique très à droite, les groupes « Yazicilar » (« Les scribes ») et Kirkincilar qui se distinguent par leurs attitudes conservatrices, le groupe « Med-Zehra » mettant l’accent sur l’origine kurde de Nursî, le groupe « Yeni Nesil » qui se distingue par la réalisation de travaux académique au sujet de Saïd Nursî.